# ويليام د. غوردون
ويليام د. غوردون (بالإنجليزية: William D. Gordon)‏ هو سياسي أمريكي، ولد في 1858 في كندا، وتوفي في 1917 في الولايات المتحدة. حزبياً، نشط في الحزب الجمهوري.